# Тракстон (Міссурі)
Тракстон (англ. Truxton) — селище (англ. village) в США, в окрузі Лінкольн штату Міссурі. Населення — 59 осіб (2020).

## Географія
Тракстон розташований за координатами 39°0′15″ пн. ш. 91°14′17″ зх. д. / 39.00417° пн. ш. 91.23806° зх. д. (39.004130, -91.238047).  За даними Бюро перепису населення США в 2010 році селище мало площу 0,64 км², з яких 0,64 км² — суходіл та 0,00 км² — водойми.

## Демографія
Згідно з переписом 2010 року, у селищі мешкала 91 особа в 32 домогосподарствах у складі 24 родин. Густота населення становила 142 особи/км².  Було 41 помешкання (64/км²).
Расовий склад населення:
| - 100,0 % — білих |

До двох чи більше рас належало 0,0 %. Частка іспаномовних становила 0,0 % від усіх жителів.
За віковим діапазоном населення розподілялося таким чином: 35,2 % — особи молодші 18 років, 47,2 % — особи у віці 18—64 років, 17,6 % — особи у віці 65 років та старші. Медіана віку мешканця становила 34,3 року. На 100 осіб жіночої статі у селищі припадало 106,8 чоловіків;  на 100 жінок у віці від 18 років та старших — 90,3 чоловіків також старших 18 років.
За межею бідності перебувало 56,7 % осіб, у тому числі 60,0 % дітей у віці до 18 років та 14,3 % осіб у віці 65 років та старших.
Цивільне працевлаштоване населення становило 23 особи. Основні галузі зайнятості: роздрібна торгівля — 21,7 %, науковці, спеціалісти, менеджери — 21,7 %, виробництво — 17,4 %.